# Гауцкінарі
Гауцкінарі (груз. გაუწყინარი) — село в Грузії.
За даними перепису населення 2014 року в селі проживає 438 осіб.